# Leonardo Ponzio
Leonardo Daniel Ponzio (Las Rosas, 29 januari 1982) is een Argentijns voormalig voetballer die als middenvelder speelde.

## Clubcarrière
Ponzio begon bij Newell's Old Boys en ging in 2003 naar het Spaanse Real Zaragoza. Hij won met de club de Copa del Rey 2003/04 en de Supercopa de España 2004. In januari 2007 ging hij naar River Plate voor hij in januari 2009 weer terugkeerde bij Real Zaragoza. In januari 2012 ging Ponzio andermaal naar River Plate waarmee hij eerst terugkeerde in de Primera División. Naast verschillende nationale prijzen won hij met River Plate de Copa Sudamericana 2014, de Copa Libertadores 2015 en de Recopa Sudamericana 2015 en 2016. Bij River Plate werd hij aanvoerder. Ponzio beëindigde zijn loopbaan eind 2021 na het behalen van de landstitel.

## Interlandcarrière
Hij maakte deel uit van het team dat in Argentinië het Wereldkampioenschap voetbal onder 20 - 2001 won. Ponzio kwam ook acht keer uit voor het Argentijns voetbalelftal.

## Erelijst
Real Zaragoza
- Copa del Rey: 2003/04

 River Plate
- Primera División: Clausura 2008, Torneo Final 2014, Superfinal 2014, Campeonato 2021
- Copa Argentina: 2015/16, 2016/17, 2018/19
- Supercopa Argentina: 2017, 2019
- CONMEBOL Libertadores: 2015, 2018
- CONMEBOL Sudamericana: 2014
- CONMEBOL Recopa: 2015, 2016, 2019
- Suruga Bank Championship: 2015
- Primera B Nacional: 2011/12

 Argentinië onder 20
- FIFA WK onder 20: 2001